# Nitrilek

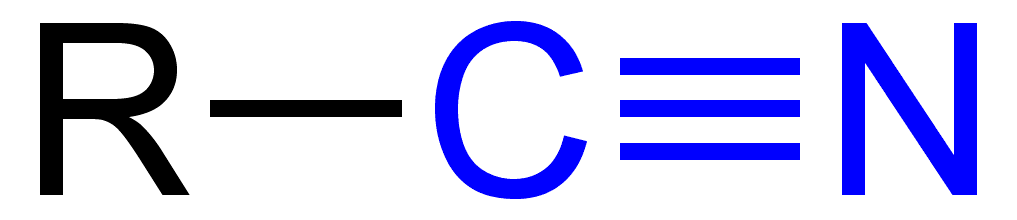
A nitrilcsoport szerkezete — a nitril funkció kékkel kiemelve.

A nitrilek olyan szerves vegyületek, amelyek −C≡N funkciós csoportot tartalmaznak. A −CN csoportban a szénatom és a nitrogénatom között hármas kötés található. A szerves vegyületek nevezéktana szerint „-(karbo)nitril” végződést kapnak, ha a nitril a legnagyobb prioritású csoport (például akrilnitril), ha nem ez a fő funkció, akkor pedig „ciano-” előtagot (például 2-ciano-2-metilpropánsav).
A -C≡N csoportot tartalmazó szervetlen vegyületeket nem nitrileknek, hanem cianidoknak nevezik.
Habár mind a nitrilek, mind a cianidok cianidsókból származtathatóak, a nitrilek túlnyomó többsége sokkal kevésbé mérgező, mint a cianidok. Sok hasznos vegyületben találhatók nitrilek, a metil-cianoakrilátot például a pillanatragasztókban és a butadién-nitril kaucsukban használják, mely többek között a latexmentes laboratóriumi és orvosi gumikesztyűk anyaga. 

## Szerkezetük és tulajdonságaik
A nitrilekben található N−C−C váz lineáris, ami a hármas kötésű szénatom sp hibridizációját tükrözi. A C−N kötéstávolság – a hármas kötéssel összhangban – rövid, 116 pm. A nitrilek poláris vegyületek, dipólusmomentumuk nagy. Folyadék halmazállapotban dielektromos állandójuk nagy, nem ritkán 30 körüli érték.

## Felfedezésük
A nitrilek homológ sorának első tagját, a hangyasav nitriljét, a hidrogén-cianidot elsőként C.W. Scheele szintetizálta 1782-ben. 1811-ben J. L. Gay-Lussac-nak sikerült tiszta formában előállítania a nagyon mérgező és illékony savat.
A benzoesavak nitriljét elsőként Friedrich Wöhler és Justus von Liebig állították elő, de a szintézis alacsony hozama miatt nem tudták meghatározni fizikai és kémiai tulajdonságaikat, és szerkezetükre sem tudtak javaslatot tenni. 1834-ben Théophile-Jules Pelouze propionitrilt szintetizált, és úgy gondolta, hogy az a propil-alkohol és a hidrogén-cianid észtere.
A benzonitril Hermann Fehling által 1844-ben kidolgozott – ammónium-benzoát hevítésével történő – szintézise volt az első módszer, mellyel a kémiai kutatáshoz elegendő mennyiségű anyagot sikerült előállítani. Fehling a vegyület szerkezetét úgy határozta meg, hogy saját eredményeit a hidrogén-cianid ammónium-formiát hevítésével végzett szintézisével hasonlította össze. Az újonnan létrehozott anyagnak ő adta a nitril nevet, mely aztán ennek a vegyületcsoportnak a nevévé is vált.

## Szintézisük
A nitrilek ipari előállításának két fő módja az oxidatív ammonolízis (ammoxidáció) és a „hidrocianálás”. Mindkét módszer a zöld kémia tárgykörébe illik abban az értelemben, hogy az eljárások során nem keletkezik sztöchiometrikus mennyiségű só. Nitrileket számos más módszerrel is elő lehet állítani, ezeket általában különlegesebb alkalmazások esetén használják.

### Ammoxidáció
Az ammoxidáció során a szénhidrogént részlegesen oxidálják ammónia jelenlétében. Ezt az eljárást ipari léptékben végzik az akrilnitril előállításához:
CH3CH=CH2  + 3/2 O2  +  NH3   →   NCCH=CH2  +  3 H2O
Az akrilnitril mellett melléktermékként acetonitril keletkezik. A benzonitril, ftalonitril, valamint az izobutironitril legtöbb származékát is ammoxidációval állítják elő. Az eljárás során katalizátorként fém-oxidokat használnak, a reakció feltehetően aldehid köztiterméken keresztül játszódik le.

### Hidrocianálás
A hidrocianálás gyakori módszer a nitrileknek alkénekből és hidrogén-cianidból történő előállítására. A folyamat homogén katalízissel valósítható meg. A hidrocianálás egyik példája az adiponitril előállítása buta-1,3-diénből kiindulva:
CH2=CH-CH=CH2  +  2 HCN   →   NC(CH2)4CN

### Ciánhidrinek
A ciánhidrinek a nitrilek különleges csoportja, melyek cianidion aldehidekre történő addíciója során (ciánhidrin-reakció) keletkeznek. A szerves karbonilcsoport polaritása miatt – az alkének hidrocianálásától eltérően – a reakció nem igényel katalizátort.

### Szerves halogénvegyületekből és cianidsókból
Alifás nitrileket Kolbe-féle nitrilszintézissel alkil-halogenidekből fém-cianidokkal végzett nukleofil szubsztitúció révén állítanak elő. Aril-nitrilek aril-halogenidből réz(I)-cianid segítségével magas hőmérsékleten állíthatók elő, ez a Rosenmund–von Braun-szintézis.

### Amidok és oximok dehidratálása
Nitrilek előállíthatók primer amidok dehidratálásával. Erre a célra számos reagens használható, ezek egyike a benzamid benzonitrillé történő alakításához használt etil-diklórfoszfát és DBU kombinációja:

Ennek a reakciónak két köztiterméke az A amid tautomer és ennek B foszfát adduktuma.
A szekunder amidok dehidratálása (von Braun-féle amid lebontás) is nitrilt eredményez, e reakció során az egyik C-N kötés felhasad.
Az aldoximok (RCH=NOH) dehidratációja során is nitrilek keletkeznek. Ennek az átalakulásnak a jellemző reagensei a trietil-amin/kén-dioxid, zeolitok vagy szulfuril-klorid.
Ennek az eljárásnak az egyik felhasználása a nitrilek aldehidekből, hidroxilaminból és nátrium-szulfátból történő one-pot szintézise.
- aril-karbonsavakból (Letts-féle nitrilszintézis)

### Sandmeyer-reakció
Aromás nitrileket laboratóriumban gyakran anilinből kiindulva állítanak elő diazóniumsón keresztül, ezt nevezik Sandmeyer-reakciónak. A reakcióhoz átmenetifém-cianid szükséges.
ArN2+  +  Cu2CN2   →    ArCN  +  N2  + 2 Cu+

### Egyéb eljárások
- A cianocsoport egyik kereskedelmileg elérhető forrása a dietilalumínum-cianid (Et2AlCN), mely trietilalumíniumból és HCN-ból állítható elő.[12] Ketonokra történő nukleofil addíciós reakciókban használták.[13]
- A cianidionok elősegítik a dibromidok gyűrűzárását. α,α'-dibróm adipinsav nátrium-cianiddal etanolban végzett reakciója során ciano-ciklobután származék keletkezik:[14]

Az úgynevezett Franchimont-reakció (A. P. N. Franchimont, 1872) során α-brómkarbonsav dimerizálódik a cianocsoport hidrolízisét és dekarboxileződést követően
- Aromás nitrileket a Houben–Fischer-szintézissel, triklórmetil-aril-ketiminek (RC(CCl3)=NH) lúgos hidrolízisével is elő lehet állítani[16][17]

## Reakcióik
A szerves nitrilek – a reaktánsoktól és a körülményektől függően – sokféle reakcióban vehetnek részt. A cianocsoport hidrolizálható, redukálható, vagy cianidionként távozhat a molekulából.

### Hidrolízis
Az RCN nitrilek savas vagy bázikus körülmények között végzett hidrolízise külön lépésekben megy végbe, melynek eredménye először RC(=O)NH2 karboxamid, majd RCOOH karbonsav. A nitrilek hidrolízisét általában a karbonsavak előállításának egyik legjobb módszerének tekintik, azonban ezen sav vagy bázis által katalizált reakcióknak vannak bizonyos korlátai és/vagy hátrányai az amidok előállításában. Általános korlát, hogy a sav vagy bázis utolsó lépésben történő semlegesítése jelentős sóképződéssel jár, ami szennyezi a terméket. Konkrét példán bemutatva:
- Bázis katalizált reakciók. Kinetikai vizsgálatok alapján megbecsülhető a reakció egyes hidratációs lépéseinek relatív sebessége, és egy jellemző példaként az acetonitril és acetamid hidroxidion által katalizált hidrolízisének másodrendű sebességi állandója rendre 1,6·10–6, illetve 7,4·10– M−1s−1. A két érték összehasonlításából látható, hogy a bázis katalizált reakció második lépése gyorsabb, mint az első lépés, így a reakció nem áll meg az amid képződésénél, hanem továbbmegy a végtermékig (a karbonsav sóig). Ez azzal jár, hogy a hagyományos fémmentes bázis katalizált reakcióval előállított amid karbonsavakkal szennyezett lesz, és csak mérsékelt kitermelés érhető el.
- Sav katalizált reakciók. Erősan savas oldatok alkalmazásakor gondosan ügyelni kell a hőmérséklet és a reagensek arányának szabályozására, hogy – a hidrolízis exoterm jellege által is elősegített – polimerképződést elkerüljék.[18]

### Redukció
A nitrilek nikkel katalizátor mellett hidrogénnel redukálhatók, a reakció során amin keletkezik (lásd nitril redukció). A Stephen-redukció során a nitril iminné redukálódik, mely hidrolízis során aldehiddé alakul.

### Alkilezés
Az alkilnitrilek kellően savasak ahhoz, hogy karbaniont tudjanak képezni, mely számos elektrofil alkilezésére képes. E kivételes nukleofilicitásban kulcsfontosságú a -CN egység kis térigénye és negatív induktív effektusa. Mindezen sajátosságok miatt a gyógyszerkémiai szintézisekben a nitrilek ideálisak új szén-szén kötés kialakítására sztérikusan zsúfolt környezetben. Az újabb eredmények szerint a fém ellenion természetétől függően különböző koordináció alakul ki a nitril nitrogénjéhez vagy a szomszédos nukleofil szénatomhoz, ami gyakran alapvető különbséget okoz a reaktivitásban és sztereokémiában.

### Nukleofilek
A nitrilek szénatomja nukleofil addíciós reakciókban elektrofilként viselkedik:
- szerves cinkvegyületekkel szemben a Blaise-reakcióban
- alkoholokkal szemben a Pinner-reakcióban
- a szarkozin nevű amin ciánamiddal végzett reakciója során kreatin keletkezik[20]
- Houben–Hoesch-reakció során a nitrilek Friedel–Crafts-acilezéssel ketonokká alakulnak

### További reakciók és vegyületek
- A reduktív deciánozás során a nitrilcsoport helyére proton lép.[21] Az egyik hatékony deciánozási módszer a hexametilfoszforamiddal (HMPA) és fémkáliummal terc-butanolban végrehajtott Birch-redukció. α-amino-nitrilek lítium-alumínium-hidriddel deciánozhatók.
- bázis jelenlétében nukleofil addícióval önmagukkal reagálnak a Thorpe-reakcióban
- Grignard-vegyülettel ketonná alakíthatóak
- A fémorganikus kémiában a nitrilekről ismert, hogy a karbociánozás során alkinekre addícionálódnak:[22]

## A nitrilek származékai

### Szerves ciánamidok
A ciánamidok R1R2N−CN általános szerkezetű N-ciano vegyületek, melyek a szervetlen ciánamid származékainak is tekinthetők.

## Nitril-oxidok
A nitril-oxidok általános szerkezete R−CNO.

## Előfordulásuk és felhasználásuk
A természetben a nitrilek számos növény- és állatfajban megtalálhatók. Több mint 120 természetes nitrilt izoláltak szárazföldi és tengeri forrásokból. A nitrilek gyakran megtalálhatók a csonthéjas magokban, különösen a mandulákban, valamint a megfőzött káposztafélékben (pl. káposzta, kelbimbó, karfiol), melyekben hidrolízis révén keletkezik. A ciánhidrinek közé tartozó mandelonitril a mandula és néhány más csonthéjas elfogyasztása révén keletkezik, és belőle hidrogén-cianid szabadul fel, ami a cianogén glikozidok okozta mérgezés felelőse.
Jelenleg 30-nál is több nitrilcsoportot tartalmazó gyógyszerhatóanyag van forgalomban, nagyon különféle orvosi javallatokkal. Ezeken kívül további legalább 20 nitrilcsoportot tartalmazó gyógyszerhatóanyag-jelölt áll klinikai fejlesztés alatt. A nitrilcsoport eléggé robusztus, a legtöbb esetben nem metabolizálódik, hanem változatlanul jut át a szervezeten. A nitrilcsoportot tartalmazó gyógyszerek nagyon sokfélék, a cukorbetegség elleni vildagliptintől az anasztrazolig, a mellrák elleni fő hatóanyagig terjed a skála. Egyes esetekben a gyógyszermolekula nitrilcsoportja révén egy enzim szubsztrát funkcionalitását utánozza, de a nitrilcsoport növelheti a vízoldékonyságot, vagy csökkentheti a máj oxidatív metabolizációjával szembeni érzékenységet.
A nitrilcsoport számos gyógyszerben megtalálható.

A periciazin nevű antipszichotikumot az ópiátfüggőség kezelésére vizsgálják
A szelektív szerotonin visszavétel gátlók közé tartozó antidepresszáns hatóanyag, a citaloprám szerkezete
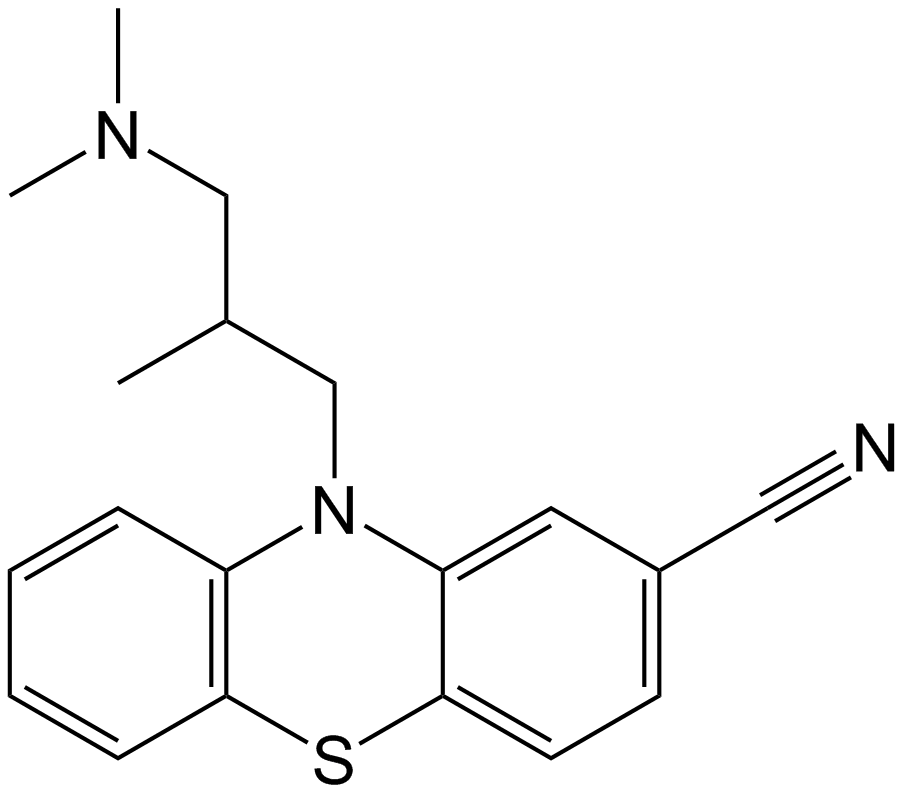
A ciamemazin nevű antipszichotikum
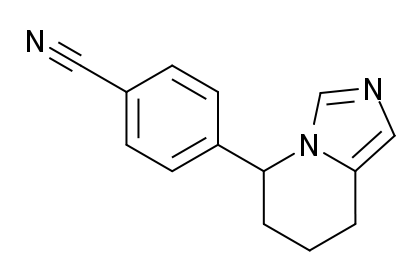
A mellrák kezelésére használt aromatáz inhibitor, a fadrozol szerkezete
A szájon át szedhető, nem szteroid aromatáz inhibitor letrozolt a mellrák egyes fajtáinak kezelésére használják

## Fordítás
Ez a szócikk részben vagy egészben a Nitrile című angol Wikipédia-szócikk ezen változatának fordításán alapul.  Az eredeti cikk szerkesztőit annak laptörténete sorolja fel. Ez a jelzés csupán a megfogalmazás eredetét és a szerzői jogokat jelzi, nem szolgál a cikkben szereplő információk forrásmegjelöléseként.